# Terrerol (grup de bolets)
El grup dels terrerols o terrolers comprèn rubiols de superfície i carn gairebé immutables al tall o al frec i que disposen d’un o dos anells en posició mitjana o relativament inferior respecte a la cama. Reben aquest nom perquè són bolets que acostumen a rebentar el terra en créixer i aparèixer

## Espècies

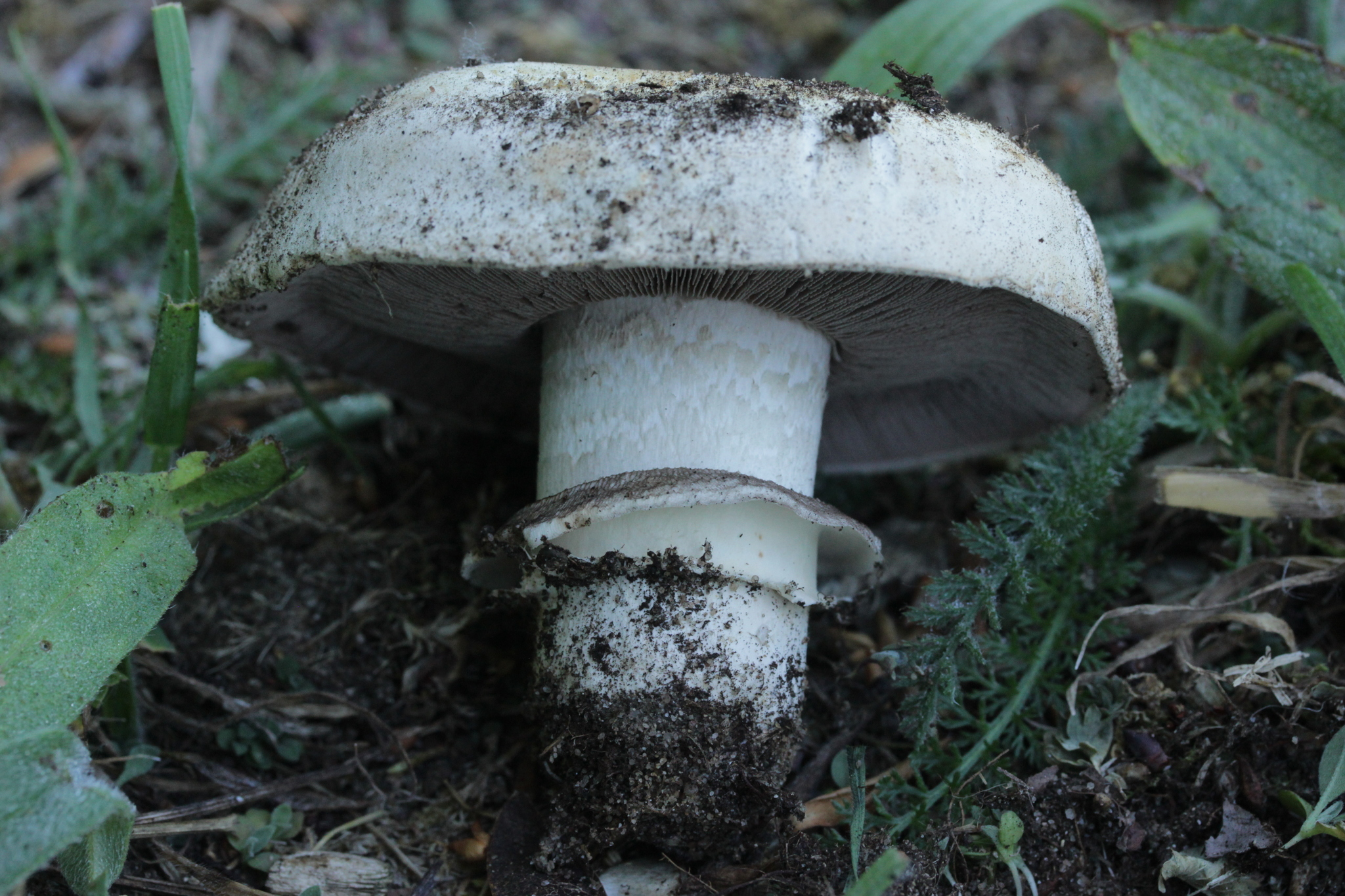
Terrerol (Agaricus bitorquis)

Entre les espècies de terrerols més corrents:
- Agaricus bitorquis, terrerol
- Agaricus pequinii, terrerol de cassoleta gros
- Agaricus genadii, terrerol de cassoleta menut
- Agaricus bisporus, terrerol de jaça
- Agaricus bernardiformis, terrerol dels prats salats
- Agaricus devoniensis, terrerol sorralenc
- Agaricus subperonatus, terrerol tigrat
- Agaricus bisporus var. albus, xampinyó